# Sokotsu Samukawa
Sokotsu Samukawa (寒川 鼠骨, Samukawa Sokotsu) (3 novembre 1875, 18 août 1954) est un poète haiku japonais de l'ère Meiji. Sokotsu est son nom de plume, son véritable nom étant Akimitsu (陽光). 

## Biographie
Né à Matsuyama (à présent préfecture d'Ehime) en 1875, il est étudiant à la Daisan Kōtō gakkō (maintenant Université de Kyoto) en 1894 où il fait la connaissance de Hekigotō Kawahigashi et Kyoshi Takahama. En leur compagnie il prend part au Keihan-Mangetsukai (京阪満月会, club Haiku). Samukawa devient si absorbé par l'écriture de haiku qu'il finit par quitter l'école. Il travaille auprès du Kyoto Newspaper et du Osaka Asahi Newspaper et continue à composer des haiku pour le magazine Hototogisu tout en travaillant.  
Samukawa se rend à Tokyo et intègre en 1898 l'équipe du journal Nippon où il rencontre le journaliste Kuga Katsunan et Masaoka Shiki. Samukawa devient l'élève de Shiki auprès de qui il apprend la prose narrative, ou l'esquisse en prose dont Shiki est adepte. Après la mort de Shiki, Samukawa cesse d'écrire de la poésie hokku et se concentre sur la prose, les croquis de voyage et les essais. À partir de 1911, il consacre le reste de sa vie à entretenir la maison et les biens de Shiki.

## Titres
- Samukawa-Sokotsu-Shū (寒川鼠骨集?) : Une sélection
- Masaoka Shiki no Sekai (正岡子規の世界?) : Introduction à Masaoka Shiki

## Sources
- Shiki Monka no Hitobito (子規門下の人々?) écrit par Risetsu Abe (阿部里雪?)  (ISBN 486087014X)
- Seikimatsu no Ichinen (世紀末の一年?) écrit par Iwao Matsuyama (松山巌?)  (ISBN 4022597356)